# Pfenderina
Pfenderina es un género de foraminífero bentónico de la subfamilia Pfenderininae, de la familia Pfenderinidae, de la superfamilia Pfenderinoidea, del suborden Orbitolinina y del orden Loftusiida. Su especie tipo es Eorupertia neocomiensis. Su rango cronoestratigráfico abarca desde el Jurásico superior hasta la Cenomaniense (Cretácico superior).

## Discusión
Clasificaciones previas incluían Pfenderina en la superfamilia Ataxophragmioidea, así como en el suborden Textulariina del orden Textulariida o en el orden Lituolida.

## Clasificación
Pfenderina incluye a la siguiente especie:
- Pfenderina ammonoidea †
- Pfenderina aureliae †
- Pfenderina butterlini †
- Pfenderina conica †
- Pfenderina danubiana †
- Pfenderina globosa †
- Pfenderina gracilis †
- Pfenderina inflata †
- Pfenderina janae †
- Pfenderina neocomiensis †
- Pfenderina ostroviana †
- Pfenderina salernitana †
- Pfenderina trochoidea †

Otra especie considerada en Pfenderina es:
- Pfenderina chablaisensis †, de posición genérica incierta